# Adetus lewisi
Adetus lewisi là một loài bọ cánh cứng trong họ Cerambycidae.